# Kirgistan na Plażowych Igrzyskach Azjatyckich 2012
Kirgistan na III Plażowych Igrzyskach Azjatyckich w 2012 roku reprezentowało czterech zawodników - dwóch mężczyzn i dwie kobiety. Wszyscy startowali w siatkówce plażowej. Był to trzeci start reprezentacji Kazachstanu na plażowych igrzyskach azjatyckich.

## Siatkówka plażowa
Kirgistan we siatkówce plażowej reprezentowały dwie pary zawodników - jedna męska i jedna żeńska. Para Talgat Chalmashbekov / Dair Dumanaev rywalizowała w grupie D, gdzie zajęła ostatnie miejsce i odpadła z rozgrywek na etapie eliminacji. Identycznym rezultatem zakończył się udział rywalizującej w grupie Y pary Olga Khanina / Anastasiia Shchelokova.
| Konkurencja      | Zawodnicy              | Faza eliminacyjna                      | Faza eliminacyjna                     | 1/16 finału | Ćwierćfinał | Półfinał | Finał |
| Konkurencja      | Zawodnicy              | Mecz I                                 | Mecz II                               | 1/16 finału | Ćwierćfinał | Półfinał | Finał |
| ---------------- | ---------------------- | -------------------------------------- | ------------------------------------- | ----------- | ----------- | -------- | ----- |
| Turniej mężczyzn | Chalmashbekov Dumanaev | Al-Arqan / Tafesh P 0-2 (13-21, 12-21) | Kiew / Nordin P 0-2 (8-21, 8-21)      | NQ          | NQ          | NQ       | NQ    |
| Turniej kobiet   | Khanina Shchelokova    | Liu / Wu P 0-2 (10-21, 8-21)           | Wijayanti / Utami P 0-2 (9-21, 15-21) | NQ          | NQ          | NQ       | NQ    |